# Larry Brown
Lawrence Harvey Brown, detto Larry (pron. ˈlɔrens ˈhaːvi ˈlæri braun; Brooklyn, 14 settembre 1940), è un allenatore di pallacanestro ed ex cestista statunitense.
È membro del Naismith Memorial Basketball Hall of Fame dal 2002 in qualità di allenatore.
Ha una carriera vincente da allenatore di college e da professionista dal 1975. È l'unico allenatore della NBA ad aver portato otto diverse squadre ai play-off, e unico allenatore della storia ad aver vinto il titolo nazionale NCAA e il titolo NBA. È il fratello di Herb Brown.

## Carriera

### Giocatore
Dopo aver vinto la medaglia d'oro alle Olimpiadi di Tokyo 1964, ritenuto troppo basso per giocare in NBA (1,75cm), e dopo aver fatto per due anni da assistente allenatore all'Università di North Carolina, esordisce come giocatore a 26 anni nella neonata ABA con la maglia dei New Orleans Buccaneers.
Dimostrando da subito di essere uno dei migliori playmaker della lega facendo registrare per tre anni di fila la migliore media di assist a partite in ABA sia in Regular Season che nei Playoff, e arrivando nella prima stagione a disputare le Finals ABA, dopo aver chiuso con il miglior record della Western Division, perdendo solo a gara 7 contro i Pittsburgh Pipers di Connie Hawkins.
La stagione successiva viene scambiato assieme a Doug Moe a Oakland, dove con gli Oaks allenati da Alex Hannum riuscirà a vincere il titolo ABA, malgrado il grave infortunio subìto dal miglior giocatore della squadra Rick Barry a metà stagione, sconfiggendo in finale gli Indiana Pacers.
Seguirà la squadra che verrà trasferita nelle due stagioni successive a Washington e in Virginia, per poi accasarsi nelle ultime due stagioni ai Denver Rockets, con cui concluderà la propria carriera da giocatore a 32 anni.
Il 20 Febbraio 1972 con 23 assist fa segnare il record di sempre nella storia dell'ABA in una singola partita, di questi 18 in un tempo e 10 in un quarto.

### Allenatore
Nel 1972 viene subito nominato allenatore dei Carolina Cougars che guiderà per due anni, facendo registrare il miglior record in ABA (57-27) sfiorando le Finals 1973, sconfitto in gara 7 dai Kentucky Colonels.
Nel 1974 diventa l'allenatore dei Denver Nuggets e nelle due stagioni in ABA con la squadra conclude la Regular Season con il miglior record (65-19) e (60-24), raggiungendo le ABA Finals 1976 perdendo però in 6 partite contro i New York Nets di Julius Erving.
Durante i due anni ai Nuggets in ABA la sua squadra farà registrare un record casalingo di (75-9).
Dopo la fusione con l'NBA seguirà la squadra nella nuova lega.
Nei suoi 23 anni da allenatore nella National Basketball Association, Brown ha guidato 9 squadre: dal 1976 al 1979 i Denver Nuggets,  dal 1981 al 1983 i New Jersey Nets, dal 1988 a metà del 1992 i San Antonio Spurs, da metà del 1992 al 1993 i Los Angeles Clippers, dal 1992 al 1997 gli Indiana Pacers, dal 1997 al 2003 i Philadelphia 76ers, dal 2003 al 2005 i Detroit Pistons, nel 2005-06 i New York Knicks e dal 2008 al 2010 gli Charlotte Bobcats, squadra che ha portato per la prima volta nella storia della franchigia ai play-off nel 2010. Ha anche allenato per sette stagioni nella NCAA: dal 1979 al 1981 a UCLA e dal 1983 al 1988 alla Università di Kansas, dove ha vinto il titolo.
L'allenatore newyorkese ha sfatato il suo tabù di non avere mai vinto un titolo nel 2004, quando ha portato i Detroit Pistons al terzo titolo della loro storia. Brown nell'NBA ha raggiunto anche per altre due volte la finale NBA (Philadelphia nel 2001 e Detroit nel 2005). È l'unico allenatore della storia della pallacanestro ad aver vinto un titolo NCAA e un titolo NBA. È anche l'unico uomo della storia americana ad aver vinto sia una medaglia olimpica da giocatore (Tokyo 1964, oro) sia da allenatore (Atene 2004, bronzo) sia da assistente (Sydney 2000, oro). È il quinto allenatore della storia NBA per vittorie (1010), dietro Lenny Wilkens, Don Nelson, Phil Jackson e Pat Riley. Brown è inoltre terzo per vittorie nei play-off, dietro Phil Jackson (178) e Pat Riley (171). È inoltre l'unico allenatore della NBA ad aver portato 8 squadre diverse ai play-off.

### 1997-2003 Philadelphia 76ers
Dal 1997 al 2003 Brown diventa l'allenatore dei Philadelphia 76ers, portandoli nel giro di quattro anni alla finale dei playoffs 2001 dove persero contro i Los Angeles Lakers di Kobe Bryant e Shaquille O'Neal in gara 5. Nel corso della sua permanenza a Philadelphia Brown ha la possibilità di crescere ulteriormente come allenatore confrontandosi con Allen Iverson, che in quel periodo vinse 1 MVP (2001) e 2 MVP dell'All-Star Game (2001-2005) di cui uno venne dedicato a Larry Brown.

### Esperienza in Italia
Il 13 giugno 2018, Brown firma un contratto biennale per l'Auxilium Torino, iniziando di fatto la sua prima parentesi europea alla soglia dei 78 anni. Il coach arriva nel capoluogo piemontese alla fine del mese di agosto, raggiungendo la squadra al ritiro di Bormio. Dopo la prima giornata di campionato, persa al sul campo della Reyer Venezia Mestre, è costretto a rientrare negli Stati Uniti per un intervento chirurgico, facendo ritorno in Italia all'inizio di novembre, dopo poco meno di un mese di assenza. La sua avventura termina il 27 dicembre dopo la risoluzione consensuale con la società. In quel momento, considerando anche il periodo in cui Brown era oltreoceano per motivi di salute, il bilancio torinese totale era di 4 partite vinte su 12 gare di campionato, e di 10 sconfitte sui 10 incontri disputati in Eurocup.

## Statistiche

### Giocatore
| † | Denota una stagione in cui ha vinto il titolo ABA |
| * | Primo nella lega                                  |
| * | Record                                            |

### ABA

#### Regular season
| Anno         | Squadra          | PG  | PT | MP   | TC%  | 3P%  | TL%  | RP  | AP   | PRP | SP | PP   |
| ------------ | ---------------- | --- | -- | ---- | ---- | ---- | ---- | --- | ---- | --- | -- | ---- |
| 1967-1968    | N.O. Buccaneers  | 78  |    | 36,0 | 36,6 | 21,3 | 81,3 | 3,2 | 6,5* |     |    | 13,4 |
| 1968-1969†   | Oakland Oaks     | 77  |    | 30,9 | 43,6 | 22,9 | 79,4 | 3,1 | 7,1* |     |    | 12,0 |
| 1969-1970    | Washington Caps  | 82  |    | 33,7 | 44,0 | 25,6 | 82,5 | 3,0 | 7,1* |     |    | 13,7 |
| 1970-1971    | Virginia Squires | 29  |    | 18,3 | 40,4 | 50,0 | 83,1 | 1,6 | 4,2  |     |    | 5,5  |
| 1970-1971    | Denver Rockets   | 34  |    | 23,9 | 36,0 | 26,3 | 82,4 | 1,8 | 6,1  |     |    | 8,4  |
| 1971-1972    | Denver Rockets   | 76  |    | 26,5 | 43,7 | 20,0 | 81,1 | 2,2 | 7,2  |     |    | 9,1  |
| Carriera ABA | Carriera ABA     | 376 |    | 30,1 | 41,2 | 23,0 | 81,3 | 2,7 | 6,7* |     |    | 11,2 |

#### Massimi in carriera
Regular Season
- Massimo di punti: 34 vs New York Nets (26 dicembre 1969)
- Massimo di rimbalzi: 9 vs Kentucky Colonels (8 febbraio 1969)
- Massimo di assist: 23 vs Pittsburgh Condors (20 febbraio 1972)

#### Play-off
| Anno         | Squadra         | PG | PT | MP   | TC%  | 3P%  | TL%   | RP  | AP   | PRP | SP | PP   |
| ------------ | --------------- | -- | -- | ---- | ---- | ---- | ----- | --- | ---- | --- | -- | ---- |
| 1968         | N.O. Buccaneers | 17 |    | 40,9 | 42,5 | 22,2 | 82,0  | 3,5 | 7,6* |     |    | 16,7 |
| 1969†        | Oakland Oaks    | 16 |    | 33,4 | 42,8 | 0,0  | 84,4  | 3,3 | 5,4* |     |    | 14,0 |
| 1970         | Washington Caps | 7  |    | 38,4 | 45,2 | 20,0 | 88,2  | 5,0 | 9,7* |     |    | 13,9 |
| 1972         | Denver Rockets  | 7  |    | 30,1 | 42,0 | 0,0  | 95,8* | 1,4 | 5,1  |     |    | 9,3  |
| Carriera ABA | Carriera ABA    | 47 |    | 36,4 | 42,9 | 17,2 | 84,8  | 3,3 | 6,8* |     |    | 14,3 |

#### Massimi in carriera
Play-off
- Massimo di punti: 31 vs Denver Rockets (26 marzo 1968)
- Massimo di rimbalzi: 8 vs Pittsburgh Pipers (25 aprile 1968)
- Massimo di assist: 14 vs Denver Rockets (22 aprile 1970)

### Allenatore

#### ABA
| Stagione | Squadra          | Regular Season | Regular Season | Regular Season | Regular Season | Regular Season            | Post Season                                              |
| Stagione | Squadra          | V              | P              | % V            | G              | Posizione finale          | Post Season                                              |
| -------- | ---------------- | -------------- | -------------- | -------------- | -------------- | ------------------------- | -------------------------------------------------------- |
| 1972-73  | Carolina Cougars | 57             | 27             | 67,9           | 84             | 1º nella Eastern Division | Sconfitto alle Finali di Division dai Colonels (3-4)     |
| 1973-74  | Carolina Cougars | 47             | 37             | 56,0           | 84             | 3º nella Eastern Division | Sconfitto alle Semifinali di Division dai Colonels (0-4) |
| 1974-75  | Denver Nuggets   | 65             | 19             | 77,4           | 84             | 1º nella Western Division | Sconfitto alle Finali di Division dai Pacers (3-4)       |
| 1975-76  | Denver Nuggets   | 60             | 24             | 71,4           | 84             | 1º nella Western Division | Sconfitto alle ABA Finals dai Nets (2-4)                 |
|          | Carriera ABA     | 229            | 107            | 68,2           | 336            |                           |                                                          |

#### NBA
| Stagione | Squadra            | Regular Season | Regular Season | Regular Season | Regular Season | Regular Season           | Post Season                                                     |
| Stagione | Squadra            | V              | P              | % V            | G              | Posizione finale         | Post Season                                                     |
| -------- | ------------------ | -------------- | -------------- | -------------- | -------------- | ------------------------ | --------------------------------------------------------------- |
| 1976-77  | Denver Nuggets     | 50             | 32             | 61,0           | 82             | 1º in Midwest Division   | Sconfitto alle Semifinali di Conference dai Trail Blazers (2-4) |
| 1977-78  | Denver Nuggets     | 48             | 34             | 58,5           | 82             | 1º in Midwest Division   | Sconfitto alle Finali di Conference dai Supersonics (2-4)       |
| 1978-79  | Denver Nuggets     | 28             | 25             | 52,8           | 53             | -                        | -                                                               |
| 1981-82  | N.J. Nets          | 44             | 38             | 53,7           | 82             | 3º in Atlantic Division  | Sconfitto al Primo Round dai Bullets (0-2)                      |
| 1982-83  | N.J. Nets          | 47             | 29             | 61,8           | 76             | -                        | -                                                               |
| 1988-89  | San Antonio Spurs  | 21             | 61             | 25,6           | 82             | 5º in Midwest Division   | Manca i play-off                                                |
| 1989-90  | San Antonio Spurs  | 56             | 26             | 68,3           | 82             | 1º in Midwest Division   | Sconfitto alle Semifinali di Conference dai Trail Blazers (3-4) |
| 1990-91  | San Antonio Spurs  | 55             | 27             | 67,1           | 82             | 1º in Midwest Division   | Sconfitto alle Semifinali di Conference dai Lakers (2-4)        |
| 1991-92  | San Antonio Spurs  | 21             | 17             | 55,3           | 38             | -                        | -                                                               |
| 1991-92  | L.A. Clippers      | 23             | 12             | 65,7           | 35             | 5º in Pacific Division   | Sconfitto al Primo Round dai Trail Blazers (1-4)                |
| 1992-93  | L.A. Clippers      | 41             | 41             | 50,0           | 82             | 5º in Pacific Division   | Sconfitto al Primo Round dai Suns (2-3)                         |
| 1993-94  | Indiana Pacers     | 47             | 35             | 57,3           | 82             | 4º in Central Division   | Sconfitto alle Finali di Conference dai Knicks (3-4)            |
| 1994-95  | Indiana Pacers     | 52             | 30             | 63,4           | 82             | 1º in Central Division   | Sconfitto alle Finali di Conference dai Magic (3-4)             |
| 1995-96  | Indiana Pacers     | 52             | 30             | 63,4           | 82             | 2º in Central Division   | Sconfitto al Primo Round dai Hawks (2-3)                        |
| 1996-97  | Indiana Pacers     | 39             | 43             | 47,6           | 82             | 6º in Central Division   | Manca i play-off                                                |
| 1997-98  | Philadelphia 76ers | 31             | 51             | 37,8           | 82             | 7º in Atlantic Division  | Manca i play-off                                                |
| 1998-99  | Philadelphia 76ers | 28             | 22             | 56,0           | 50             | 3º in Atlantic Division  | Sconfitto alle Semifinali di Conference dai Pacers (0-4)        |
| 1999-00  | Philadelphia 76ers | 49             | 33             | 59,8           | 82             | 3º in Atlantic Division  | Sconfitto alle Semifinali di Conference dai Pacers (2-4)        |
| 2000-01  | Philadelphia 76ers | 56             | 26             | 68,3           | 82             | 1º in Atlantic Division  | Sconfitto alle NBA Finals dai Lakers (1-4)                      |
| 2001-02  | Philadelphia 76ers | 43             | 39             | 52,4           | 82             | 4º in Atlantic Division  | Sconfitto al Primo Round dai Celtics (2-3)                      |
| 2002-03  | Philadelphia 76ers | 48             | 34             | 58,5           | 82             | 2º in Atlantic Division  | Sconfitto alle Semifinali di Conference dai Pistons (2-4)       |
| 2003-04  | Detroit Pistons    | 54             | 28             | 65,9           | 82             | 2º in Central Division   | Campione NBA                                                    |
| 2004-05  | Detroit Pistons    | 54             | 28             | 65,9           | 82             | 1º in Central Division   | Sconfitto alle NBA Finals dai Spurs (3-4)                       |
| 2005-06  | N.Y. Knicks        | 23             | 59             | 28,0           | 82             | 5º in Atlantic Division  | Manca i play-off                                                |
| 2008-09  | Charlotte Bobcats  | 35             | 47             | 42,7           | 82             | 4º in Southeast Division | Manca i play-off                                                |
| 2009-10  | Charlotte Bobcats  | 44             | 38             | 53,7           | 82             | 3º in Southeast Division | Sconfitto al Primo Round dai Magic (0-4)                        |
| 2010-11  | Charlotte Bobcats  | 9              | 19             | 32,1           | 28             | -                        | -                                                               |
|          | Carriera NBA       | 1098           | 904            | 54,8           | 2002           |                          |                                                                 |
|          | Carriera ABA-NBA   | 1327           | 1011           | 56,8           | 2338           |                          |                                                                 |

## Palmarès

### Giocatore
- Campionato ABA: 1

Oakland Oaks: 1969
- Campione AAU (1964)
- AAU MVP (1964)
- All-ABA Team: 1

Second Team: 1968
- ABA All-Star Game: 3

1968, 1969, 1970
- ABA All-Star Game MVP (1968)
- 3 volte miglior passatore ABA (1967-1968, 1968-1969, 1969-1970) (record condiviso con Bill Melchionni)
- 3 volte maggior numero di assist in stagione ABA: (1967-1968), (1968-1969), (1969-1970) (record)
- 3 volte miglior passatore nei Playoff ABA (1968, 1969, 1970) (record)
- Miglior tiratore di liberi nei Playoff ABA (1972)
- Settimo per numero di assist di sempre ABA
- Migliore giocatore di sempre per assist a partita ABA in regular season (6,7 assist a partita)
- Sessantaseiesimo miglior marcatore di sempre ABA

### Allenatore
- Campionato NCAA: 1

Kansas Jayhawks: 1988
- Campionato NBA: 1

Detroit Pistons: 2004
- ABA Coach of the Year Award: 3 (record)

1973, 1975, 1976
- Naismith College Coach of the Year (1988)
- ABA All-Star Game head coaches: 3 (record condiviso con Babe McCarthy)

1973, 1975, 1976
- NBA Coach of the Year (2001)
- NBA All-Star Game head coaches: 2

1977, 2001
- Inserito tra i 15 Greatest Coaches in NBA History nel 2022
- Inserito nella Naismith Memorial Basketball Hall of Fame nel 2002